# Beverrat
De beverrat of nutria (Myocastor coypus) is een Zuid-Amerikaans aquatisch knaagdier dat als exoot ook in Europa en Noord-Amerika voorkomt. Het is de enige nog levende soort van het geslacht Myocastor. Andere benamingen voor de beverrat zijn moerasbever en rattenbever.

## Uiterlijk

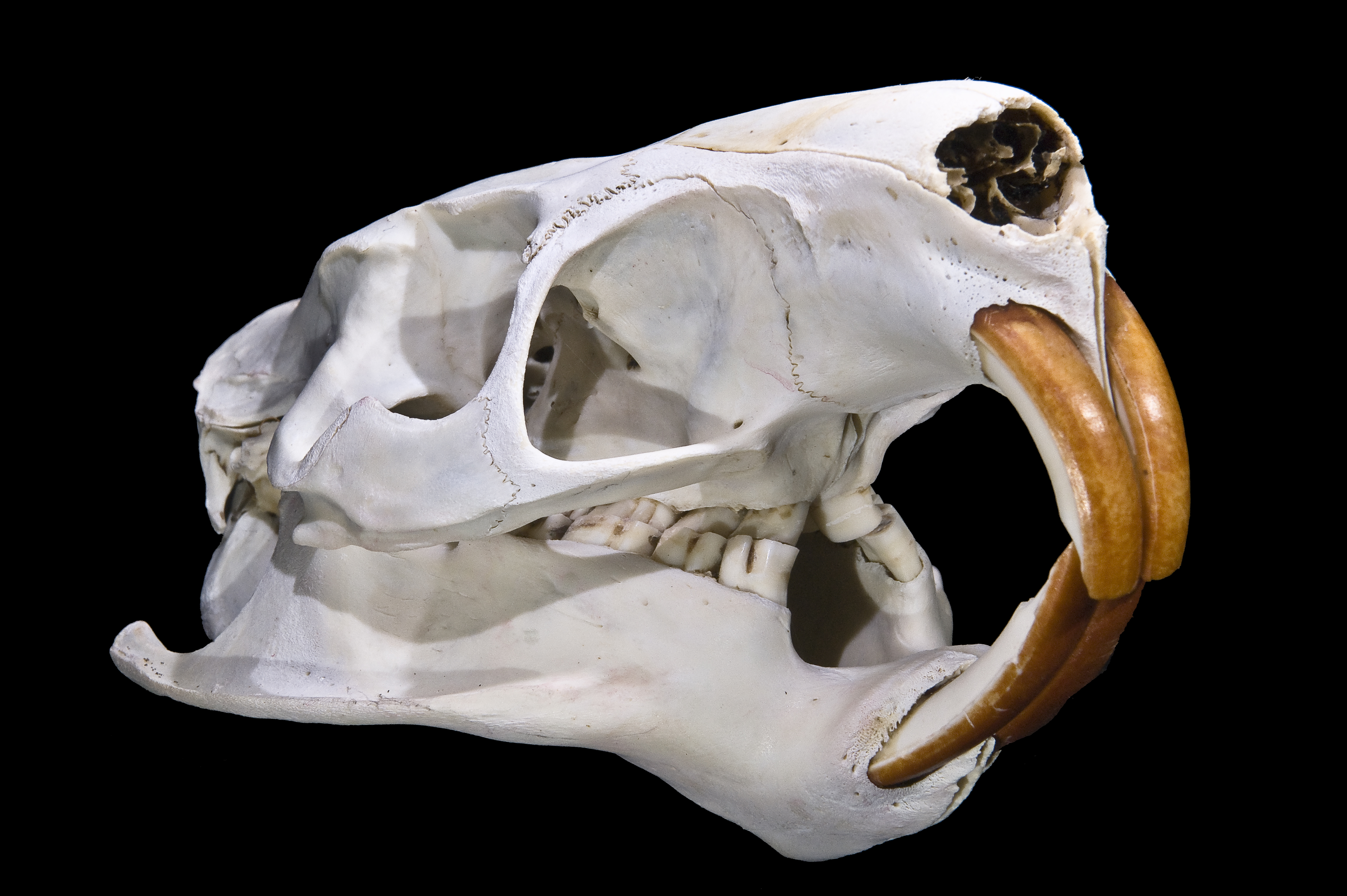
Schedel van een beverrat

De beverrat is een op een rat gelijkend knaagdier dat 36 tot 65 centimeter lang wordt, en 4 tot 9 kilogram zwaar, wat voor een knaagdier relatief groot en zwaar is. De schaars behaarde cilindervormige staart is 25 tot 45 centimeter lang, en loopt uit in een punt. De vacht bestaat uit glanzend bruine en geelbruine dekharen en een grijze ondervacht. De wintervacht is dikker dan de zomervacht. De snuit, kin en de meeste snorharen zijn wit, behalve de bovenste snorharen, die zwart zijn. De snorharen worden tot 130 millimeter lang. De buitenzijde van de snijtanden is oranje van kleur. De voorpoten hebben klauwen.
Mannetjes worden over het algemeen groter dan vrouwtjes: mannetjes zijn gemiddeld 60,3 centimeter lang en 6,5 kilogram zwaar, vrouwtjes 59,3 cm lang en 6 kg zwaar.
De beverrat heeft verscheidene aanpassingen aan een aquatisch leven. Tussen de tenen op de achterpoten heeft een beverrat zwemvliezen. De ondervacht is waterdicht. De neusgaten en de mond kunnen worden gesloten, en ogen, neusgaten en kleine oren zijn hoog op de kop geplaatst, zodat ze tijdens het zwemmen boven water steken.

## Leefwijze
De beverrat leeft voornamelijk in moerassige gebieden en ook langs traagstromende rivieren, estuaria en langs de kustlijn. Ze hebben een voorkeur voor stilstaande wateren met dichte begroeiing. Als hol graaft hij een gang in een steile rivieroever of een dijk, vlak boven de waterspiegel. Deze holen hebben een diameter van twintig centimeter en zijn tot zes meter diep. In het hol maakt hij een plat nest van dode grassen. De nestkamer heeft een diameter van zo'n 30 centimeter.
Hij is voornamelijk in de schemering en 's nachts actief. In koude winters en in gebieden zonder predatoren is hij ook overdag actief. Het is een echte planteneter, die voornamelijk grassen eet, aangevuld met zegge, scheuten, stengels, vruchten, wortelen en knollen, ook de wortelstokken en vruchten van waterplanten. Soms eet hij ook mosselen. Hij eet zijn eigen ontlasting. Hij is een goede duiker en haalt veel voedsel onder water. Hij zwemt met snelle stroken met de voorpoten en krachtige, afwisselende slagen met de achterpoten.

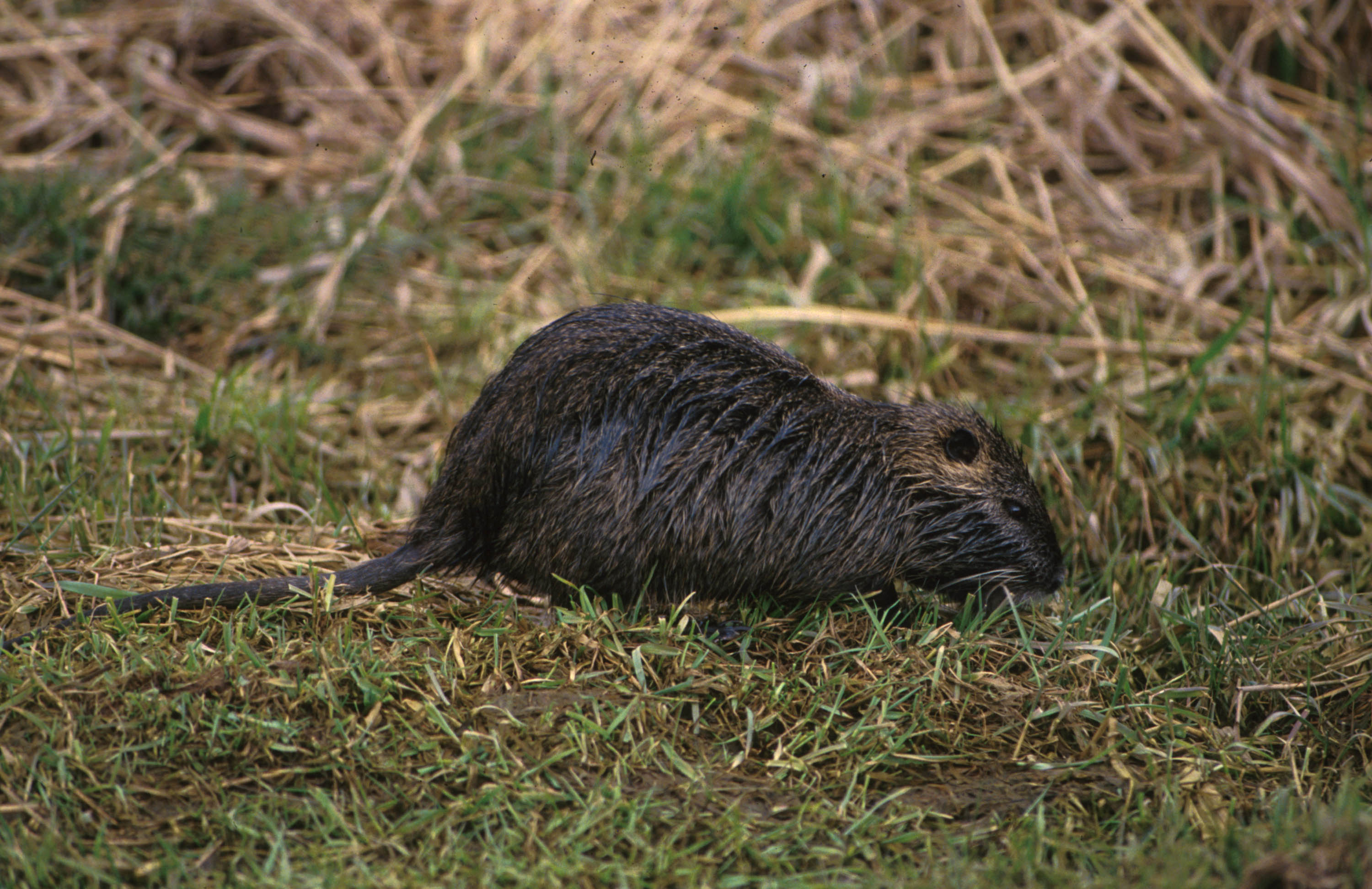
Beverrat

De beverrat leeft in familiegroepjes van verwante vrouwtjes, waarvan de woongebieden gedeeltelijk overlappen. Ook overlappen de woongebieden van de vrouwtjes met dat van het dominante mannetje. Ondergeschikte mannetjes leven meer aan de rand van de woongebieden. Zogende vrouwtjes zijn dominant over mannetjes, en kunnen zich tegen hen agressief gedragen.
De beverrat wordt zes tot acht jaar oud in gevangenschap. In het wild wordt hij niet zo oud. In Europa zijn de belangrijkste vijanden hermelijn, kiekendief en hond, terwijl jongen worden gevangen door verscheidene soorten uilen, buizerd, nerts, huiskat en snoek. Hij kan aan roofdieren ontsnappen door voor enkele minuten onbeweeglijk in het water te liggen. De meeste dieren sterven in Europa aan strenge winters en ziekten.

### Voortplanting
De beverrat kan zich het gehele jaar door voortplanten. Na een draagtijd van 127 tot 138 dagen worden twee tot negen jongen geboren. Ongeveer de helft van de embryo's wordt niet geboren maar geaborteerd en gereabsorbeerd. Dit gebeurt voornamelijk als er weinig voedsel te vinden is of als het drachtige vrouwtje in slechte conditie verkeert.
Enkel het vrouwtje zorgt voor de jongen. Adoptie door een ander vrouwtje komt in gevangenschap geregeld voor. Een vrouwtje heeft acht tot tien mammae in twee rijen, die hoog op de flanken van de beverrat liggen. Hierdoor kan het vrouwtje haar jongen zogen terwijl ze op haar buik ligt. Door de hoge ligging van de mammae kan het vrouwtje ook in het water zogen, maar meestal worden de jongen in het nest gezoogd.
Jongen worden volledig behaard en met de ogen open geboren. Mannetjes wegen bij de geboorte 132 tot 346 gram, vrouwtjes 111 tot 327 gram. Binnen enkele dagen kunnen de jongen zwemmen. Na zes tot tien weken worden ze gespeend. Vrouwtjes zijn na drie tot acht maanden geslachtsrijp, mannetjes na vier tot tien maanden. Dieren die vroeg in het jaar geboren worden zijn eerder geslachtsrijp dan dieren die later in het jaar zijn geboren. Na twee jaar zijn de dieren volgroeid.

## Relatie met de mens

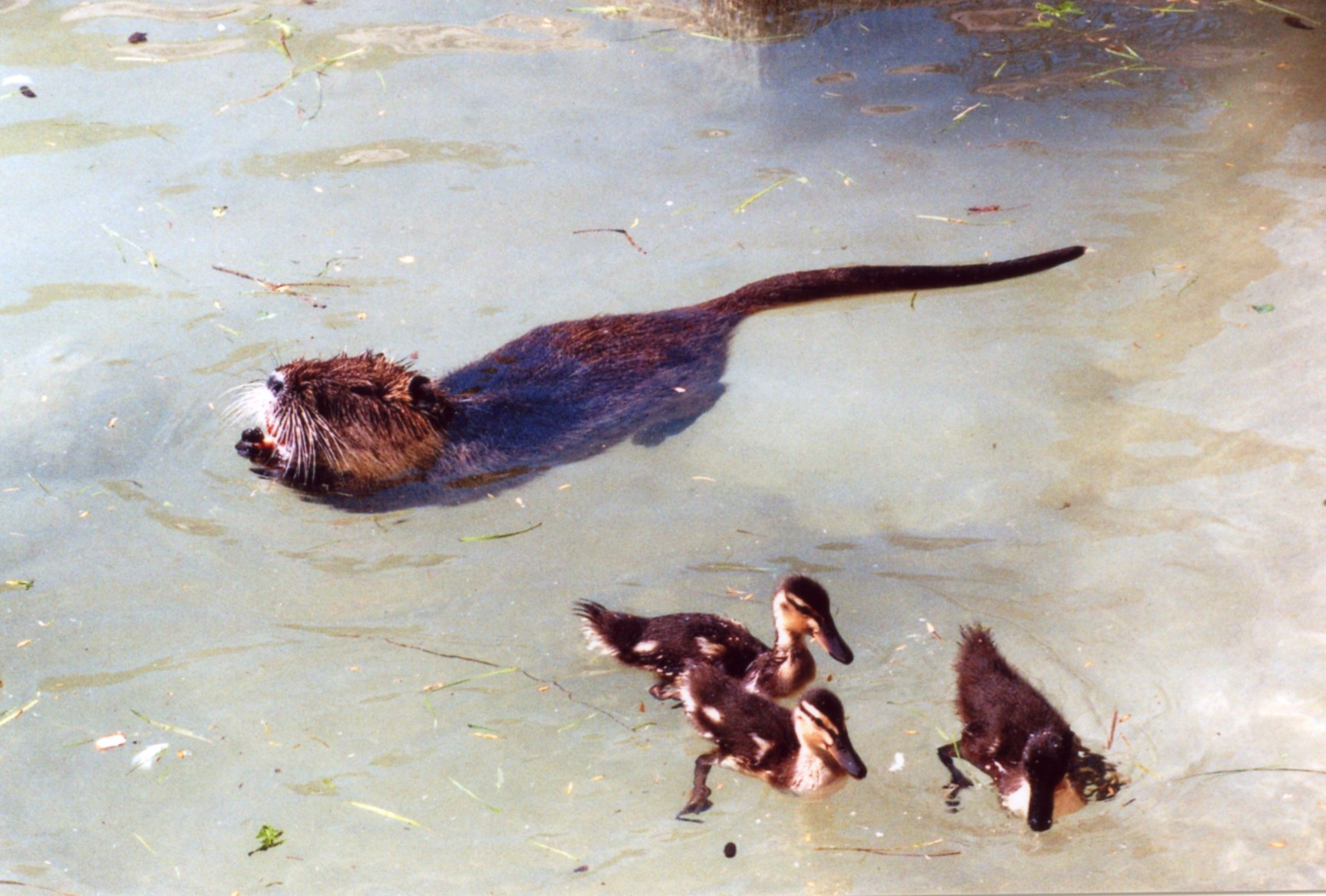
Zwemmende beverrat bij wilde eenden

### Invasieve uitheemse soort
De beverrat is (waarschijnlijk vanuit Argentinië) in de jaren twintig van de 20e eeuw naar Europa, de Verenigde Staten, Afrika, Japan en het Midden-Oosten gehaald om te worden gefokt voor zijn pels, die in kleding wordt verwerkt. Uit deze fokkerijen ontsnapten enkele dieren, die zich hier hebben kunnen handhaven.
Sinds 2016 staat deze soort op de lijst van invasieve exoten die zorgwekkend zijn voor de Europese Unie, de Unielijst. Dit betekent dat de deze soort niet langer in de Europese Unie mag worden ingevoerd, vervoerd, gecommercialiseerd, gekweekt, gebruikt, uitgewisseld of vrijgelaten in de natuur. Bovendien geldt voor lidstaten de plicht om te proberen de in de natuur aanwezige populaties op te sporen, te verwijderen, of als dat niet lukt, zodanig te beheren dat verspreiding en schade zoveel mogelijk wordt voorkomen.
In poldergebieden en bij rivieren zijn beverratten een bedreiging voor de dijken, die verzwakt worden door de holen die de beverrat in de dijk graaft. Daarom wordt hij actief bestreden door medewerkers van waterschappen of gemeentes. Deze organisaties stellen het op prijs als waarnemingen van deze dieren bij hen worden gemeld.
Net als de muskusrat wordt de beverrat actief bestreden in Nederland, België en andere landen in Europa. In Groot-Brittannië werd het dier in 1989 uitgeroeid. In vergelijking met de muskusrat kan de beverrat minder goed tegen strenge winters. De populatie wordt tijdens zo'n winter gedecimeerd. In Scandinavië is de beverrat hierdoor goeddeels uitgestorven.

### Waterkonijn
Het vlees van de beverrat wordt ook gegeten. Omdat de benaming 'rat' niet zo appetijtelijk klinkt heeft het, net als de muskusrat, de bijnaam waterkonijn gekregen.